# Porsche Carrera Cup France 2016
Navigation
2015 2017
La Porsche Carrera Cup France 2016 est la 30e saison de cette catégorie monotype.
En 2016, la Porsche Carrera Cup France s'internationalise avec quatre des six rendez-vous hors des frontières françaises. Les pilotes de toutes les nationalités sont désormais éligibles.
Trois classements distincts sont proposés : un classement général qui regroupe l'ensemble des pilotes, un classement réservé aux Gentlemen Drivers (pilotes "B" - niveau Bronze dans la classification FIA - uniquement) et un classement Rookies Jeunes Talents réservé aux pilotes de moins de 26 ans qui participent à leur première saison complète en Porsche Carrera Cup France.
En complément, un nouveau trophée est créé dans le cadre d'une alliance avec le Porsche GT3 Cup Challenge Benelux. Les deux catégories seront regroupés lors des mêmes courses à Spa, Zandvoort, au Mans et au Castellet. Le vainqueur recevra le Trophée France-Benelux.
Vainqueur de la Porsche Carrera Cup France 2007, Patrick Pilet est le parrain de la saison 2016.
Les résumés de chaque manche sont diffusés à la télévision sur la chaine Motors TV.

## Repères de débuts de saison
Système de points
| Système de Points | Système de Points | Système de Points | Système de Points | Système de Points | Système de Points | Système de Points | Système de Points | Système de Points | Système de Points | Système de Points | Système de Points | Système de Points | Système de Points | Système de Points | Système de Points |
| Position          | Position          | Position          | Position          | Position          | Position          | Position          | Position          | Position          | Position          | Position          | Position          | Position          | Position          | Position          |                   |
| 1er               | 2e                | 3e                | 4e                | 5e                | 6e                | 7e                | 8e                | 9e                | 10e               | 11e               | 12e               | 13e               | 14e               | 15e               |                   |
| ----------------- | ----------------- | ----------------- | ----------------- | ----------------- | ----------------- | ----------------- | ----------------- | ----------------- | ----------------- | ----------------- | ----------------- | ----------------- | ----------------- | ----------------- | ----------------- |
| 20                | 18                | 16                | 14                | 12                | 10                | 9                 | 8                 | 7                 | 6                 | 5                 | 4                 | 3                 | 2                 | 1                 |                   |

1 point supplémentaire est attribué à l'auteur de la pole position et autre à l'auteur du meilleur tour en course. Le système est le même pour le classement Gentlemen Drivers.

## Engagés
Le modèle aligné reste le même que les deux années précédentes : Porsche 991 GT3 Cup.
| Equipe                | Voiture             | No. | Pilote              | Cat. | Manches  |
| --------------------- | ------------------- | --- | ------------------- | ---- | -------- |
| Saintéloc             | Porsche 991 GT3 Cup | 7   | Vincent Beltoise    | A    | 1-6      |
| Saintéloc             | Porsche 991 GT3 Cup | 555 | Julien Andlauer     | A    | 1-6      |
| Sébastien Loeb Racing | Porsche 991 GT3 Cup | 9   | Joffrey de Narda    | A    | 1-6      |
| Sébastien Loeb Racing | Porsche 991 GT3 Cup | 10  | Florian Latorre     | A    | 1-6      |
| Sébastien Loeb Racing | Porsche 991 GT3 Cup | 11  | Roar Lindland       | B    | 1-6      |
| Sébastien Loeb Racing | Porsche 991 GT3 Cup | 911 | Christophe Lapierre | B    | 1-6      |
| Speedlover            | Porsche 991 GT3 Cup | 8   | Carlos Rivas        | B    | 1-3      |
| Speedlover            | Porsche 991 GT3 Cup | 88  | Wim Meulders        | B    | 1-3, 5-6 |
| Tsunami RT            | Porsche 991 GT3 Cup | 13  | Oleksandr Gaidai    | B    | 1-3, 5-6 |
| Tsunami RT            | Porsche 991 GT3 Cup | 36  | Daniel Diaz Varela  | B    | 1-2      |
| Tsunami RT            | Porsche 991 GT3 Cup | 44  | Alexandre Jouannem  | A    | 1-6      |
| Martinet by Alméras   | Porsche 991 GT3 Cup | 18  | Nicolas Misslin     | B    | 1-6      |
| Martinet by Alméras   | Porsche 991 GT3 Cup | 48  | Mathieu Jaminet     | A    | 1-6      |
| Martinet by Alméras   | Porsche 991 GT3 Cup | 85  | Thomas Laurent      | A    | 1-6      |
| Mediacom              | Porsche 991 GT3 Cup | 20  | Pierre Piron        | B    | 1-4, 6   |

| Icône | Catégorie                         |
| ----- | --------------------------------- |
| A     | Championnat A                     |
| B     | Championnat B (Gentlemen Drivers) |

## Calendrier de la saison 2016
| Manche | Manche | Date         | Compétition                       | Circuit                       | Lieu         | Pays     |
| ------ | ------ | ------------ | --------------------------------- | ----------------------------- | ------------ | -------- |
| 1      | C1     | 23 avril     | Targa Iberica                     | Circuit de Barcelone          | Barcelone    | Espagne  |
| 1      | C2     | 24 avril     | Targa Iberica                     | Circuit de Barcelone          | Barcelone    | Espagne  |
| 2      | C1     | 6 mai        | WEC 6 Heures de Spa-Francorchamps | Circuit de Spa-Francorchamps  | Spa          | Belgique |
| 2      | C2     | 7 mai        | WEC 6 Heures de Spa-Francorchamps | Circuit de Spa-Francorchamps  | Spa          | Belgique |
| 3      | C1     | 25 juin      | Porsche Days NL                   | Circuit de Zandvoort          | Zandvoort    | Pays-Bas |
| 3      | C2     | 26 juin      | Porsche Days NL                   | Circuit de Zandvoort          | Zandvoort    | Pays-Bas |
| 4      | C1     | 10 septembre | GT Tour Le Mans                   | Circuit Bugatti               | Le Mans      | France   |
| 4      | C2     | 11 septembre | GT Tour Le Mans                   | Circuit Bugatti               | Le Mans      | France   |
| 5      | C1     | 1er octobre  | GT Tour Imola                     | Autodromo Enzo e Dino Ferrari | Imola        | Italie   |
| 5      | C2     | 2 octobre    | GT Tour Imola                     | Autodromo Enzo e Dino Ferrari | Imola        | Italie   |
| 6      | C1     | 29 octobre   | GT Tour Le Castellet              | Circuit Paul Ricard           | Le Castellet | France   |
| 6      | C2     | 30 octobre   | GT Tour Le Castellet              | Circuit Paul Ricard           | Le Castellet | France   |

## Déroulement de la saison et faits marquants du championnat
Devancé par Matteo Cairoli en qualifications, Mathieu Jaminet remportait la première course de la saison 2016 de la Porsche Carrera Cup France organisée sur le Circuit de Barcelone devant l'Italien Matteo Cairoli et Joffrey de Narda. Le lendemain, Mathieu Jaminet s'imposait à nouveau en partant de la pole position. Alexandre Jouannem et Joffrey de Narda s’invitaient également sur le podium. Chez les Gentlemen Drivers, Roar Lindland gagnait à deux reprises devant Christophe Lapierre.
En lever de rideau des WEC 6 Heures de Spa-Francorchamps, Matteo Cairoli s'imposait à deux reprises, avec deux pole positions et deux meilleurs tours en course. Le vendredi, l'Italien devançait Jaap Van Lagen et Mathieu Jaminet. Le samedi, il finissait devant Mathieu Jaminet et Joffrey de Narda. Dans le classement "B", les deux victoires revenaient à Christophe Lapierre et Roar Lindland.
À Zandvoort, et à nouveau en course avec le Porsche GT3 Cup Challenge Benelux, Mathieu Jaminet réalisait un carton plein avec deux pole positions, deux meilleurs tours et deux victoires. Vincent Beltoise et Joffrey de Narda montaient sur le podium de la première course avant que Julien Andlauer et Alexandre Jouannem ne prennent leurs places durant la course 2. Christophe Lapierre s'imposait à deux reprises dans la catégorie "B".
Au Mans, Mathieu Jaminet alignait encore deux pole positions et deux victoires. Auteur du meilleur tour durant la première course, il laissait le point bonus à Vincent Beltoise lors de la seconde disputée sur une piste rendue humide par une averse, tandis que les pilotes évoluaient en pneus slicks. Florian Latorre signait le meilleur résultat de sa saison avec la deuxième place de la course 1 devant Joffrey de Narda. Ce même De Narda était encore troisième de la course 2 derrière Thomas Laurent. Dans le championnat B, Christophe Lapierre s'imposait à deux reprises et reprenait la tête du classement devant Roar Lindland.
À Imola, Mathieu Jaminet signait encore un carton plein avec deux pole positions, deux victoires et deux meilleurs tours en course. Avant le dernier meeting de la saison, le pilote Martinet by Alméras était déjà hors d'atteinte de tous ses rivaux pour le titre. Avec un podium en Italie, Florian Latorre s'emparait de la troisième place du classement général. Parmi les pilotes B, Nicolas Misslin décrochait une seconde pole position et un premier doublé pour s'emparer de la deuxième place de la catégorie derrière Christophe Lapierre. Victime d'un accrochage avec Alexandre Jouannem lors de la Course 1, Roar Lindland quittait Imola avec un seul point supplémentaire au compteur.
En s’imposant sur le Circuit Paul Ricard, Mathieu Jaminet complétait un grand chelem au terme de cette saison 2016 de la Porsche Carrera Cup France. Vainqueur de douze courses en douze départs avec douze pole position et dix meilleurs tours (parmi les pilotes inscrits au championnat), le pilote Martinet by Almeras s’est approché d’une saison parfaite ! Julien Andlauer, deux fois deuxième, Vincent Beltoise troisième le samedi et Joffrey de Narda troisième le dimanche, l’ont accompagné sur le podium à l’occasion de cet ultime meeting de l’année.
Sur le Circuit Paul Ricard, les titres des autres catégories étaient en jeu. Christophe Lapierre remporte son quatrième titre en Championnat B, malgré deux victoires de Nicolas Misslin, et Florian Latorre, l’Espoir Porsche Carrera Cup France 2016, s’impose en Rookies Jeunes Talents. Le titre Teams revient à Martinet by Almeras.

## Résultats de la saison 2016
| Manche | Manche | Événement         | Pole position   | Meilleur tour      | Pilote vainqueur | Équipe gagnante     | Vainqueur "B"       |
| ------ | ------ | ----------------- | --------------- | ------------------ | ---------------- | ------------------- | ------------------- |
| 1      | C1     | Barcelone         | Mathieu Jaminet | Mathieu Jaminet    | Mathieu Jaminet  | Martinet by Alméras | Roar Lindland       |
| 1      | C2     | Barcelone         | Mathieu Jaminet | Mathieu Jaminet    | Mathieu Jaminet  | Martinet by Alméras | Roar Lindland       |
| 2      | C1     | Spa-Francorchamps | Mathieu Jaminet | Alexandre Jouannem | Mathieu Jaminet  | Martinet by Alméras | Christophe Lapierre |
| 2      | C2     | Spa-Francorchamps | Mathieu Jaminet | Mathieu Jaminet    | Mathieu Jaminet  | Martinet by Alméras | Roar Lindland       |
| 3      | C1     | Zandvoort         | Mathieu Jaminet | Mathieu Jaminet    | Mathieu Jaminet  | Martinet by Alméras | Christophe Lapierre |
| 3      | C2     | Zandvoort         | Mathieu Jaminet | Mathieu Jaminet    | Mathieu Jaminet  | Martinet by Alméras | Christophe Lapierre |
| 4      | C1     | Le Mans           | Mathieu Jaminet | Mathieu Jaminet    | Mathieu Jaminet  | Martinet by Alméras | Christophe Lapierre |
| 4      | C2     | Le Mans           | Mathieu Jaminet | Vincent Beltoise   | Mathieu Jaminet  | Martinet by Alméras | Christophe Lapierre |
| 5      | C1     | Imola             | Mathieu Jaminet | Mathieu Jaminet    | Mathieu Jaminet  | Martinet by Alméras | Nicolas Misslin     |
| 5      | C2     | Imola             | Mathieu Jaminet | Mathieu Jaminet    | Mathieu Jaminet  | Martinet by Alméras | Nicolas Misslin     |
| 6      | C1     | Le Castellet      | Mathieu Jaminet | Mathieu Jaminet    | Mathieu Jaminet  | Martinet by Alméras | Nicolas Misslin     |
| 6      | C2     | Le Castellet      | Mathieu Jaminet | Mathieu Jaminet    | Mathieu Jaminet  | Martinet by Alméras | Nicolas Misslin     |

## Classement saison 2016

### Classement Général
| Classement | N°  | Prénom Nom          | Pays       | Team                  | Total |
| 1          | 48  | Mathieu Jaminet     | France     | Martinet by Alméras   | 262   |
| 2          | 9   | Joffrey de Narda    | France     | Sébastien Loeb Racing | 176   |
| 3          | 10  | Florian Latorre     | France     | Sébastien Loeb Racing | 160   |
| 4          | 7   | Vincent Beltoise    | France     | Saintéloc             | 152   |
| 5          | 555 | Julien Andlauer     | France     | Saintéloc             | 147   |
| 6          | 85  | Thomas Laurent      | France     | Martinet by Alméras   | 112   |
| 7          | 911 | Christophe Lapierre | France     | Sébastien Loeb Racing | 98    |
| 8          | 55  | Nicolas Misslin     | France     | Martinet by Alméras   | 96    |
| 9          | 11  | Roar Lindland       | Norvège    | Sébastien Loeb Racing | 83    |
| 10         | 47  | Alexandre Jouannem  | France     | Tsunami RT            | 77    |
| 11         | 13  | Oleksandr Gaidai    | Ukraine    | Tsunami RT            | 65    |
| 12         | 20  | Pierre Piron        | Belgique   | Mediacom              | 44    |
| 13         | 8   | Carlos Rivas        | Luxembourg | Speed Lover           | 27    |
| 14         | 88  | Wim Meulders        | Belgique   | Speed Lover           | 25    |

### Classement Gentlemen Drivers
| Classement | N°  | Nom Prénom          | Pays       | Team                  | Total |
| 1          | 911 | Christophe Lapierre | France     | Sébastien Loeb Racing | 189   |
| 2          | 55  | Nicolas Misslin     | France     | Martinet by Alméras   | 183   |
| 3          | 11  | Roar Lindland       | Norvège    | Sébastien Loeb Racing | 181   |
| 4          | 13  | Oleksandr Gaidai    | Ukraine    | Tsunami RT            | 150   |
| 5          | 20  | Pierre Piron        | Belgique   | Mediacom              | 112   |
| 6          | 88  | Wim Meulders        | Belgique   | Speed Lover           | 69    |
| 7          | 8   | Carlos Rivas        | Luxembourg | Speed Lover           | 61    |

### Classement "Jeunes talents / Rookies"
| Classement | N°  | Nom Prénom         | Pays   | Team                  | Total |
| 1          | 10  | Florian Latorre    | France | Sébastien Loeb Racing | 221   |
| 2          | 555 | Julien Andlauer    | France | Saintéloc             | 199   |
| 3          | 85  | Thomas Laurent     | France | Martinet by Alméras   | 184   |
| 4          | 47  | Alexandre Jouannem | France | Tsunami RT            | 119   |

### Classement Teams
| Classement | Team                  | Total |
| 1          | Martinet by Alméras   | 374   |
| 2          | Sébastien Loeb Racing | 336   |
| 3          | Saintéloc             | 299   |
| 4          | Tsunami RT            | 142   |
| 5          | Speed Lover           | 52    |
| 6          | Mediacom              | 44    |

## Règlement
Dotations
Chaque pilote peut prétendre à des dotations à l’arrivée de chaque course et au terme de la saison.
| Classement en course | Dotations   |
| -------------------- | ----------- |
| 1                    | 3 700 euros |
| 2                    | 2 400 euros |
| 3                    | 1 500 euros |
| 4                    | 1 100 euros |
| 5                    | 1 000 euros |
| 6                    | 800 euros   |
| 7                    | 500 euros   |

| Classement final | Dotations    |
| ---------------- | ------------ |
| 1                | 42 000 euros |
| 2                | 20 000 euros |
| 3                | 12 000 euros |

Le vainqueur du classement Rookies Junior recevra une bourse de 15 000 euros pour poursuivre sa carrière avec Porsche Motorsport.
Les meilleures équipes sont également récompensées avec 6 000 euros pour le team le mieux classés, 3 500 euros pour le deuxième et 2 300 euros pour le troisième.
Après le meeting de Spa-Francorchamps, les trois premiers du classement Gentlemen Drivers recevront une invitation pour assister aux 24 Heures du Mans en VIP.
Depuis trois ans, Porsche France apporte son soutien à l’Espoir Carrera Cup France. Désigné par un jury selon des critères tels que les résultats, la condition physique et la qualité de présentation, cet Espoir reçoit une bourse de 30 000 euros. Le lauréat 2016 est Florian Latorre.
Chaque année, l’équipe de la Porsche Carrera Cup France désigne l’un de ses pilotes pour la représenter au Porsche Motorsport Junior Programme. Les lauréats de ce challenge international reçoivent une bourse de 200 000 euros pour participer à la Porsche Mobil 1 Supercup. En 2016, Mathieu Jaminet et Matteo Cairoli font partie de ce programme, au même titre que Sven Müller et Dennis Olsen.

## Liste des références
1. ↑  « Porsche Carrera Cup France », sur porsche.fr, 27 avril 2016
2. ↑  « Programmes Motors TV », sur motorstv.com, 2 mai 2016
3. ↑  « 911 GT3 Cup », sur porsche.fr, 27 avril 2016
4. ↑  « Course 1 - Barcelone », sur endurance-info.com, 23 avril 2016
5. ↑  « Course 2 - Barcelone », sur endurance-info.com, 24 avril 2016
6. ↑  « Spa-Francorchamps - Course 1 », sur endurance-info.com, 6 mai 2016
7. ↑  « L'ogre Mathieu Jaminet continue de tout gagner », sur porsche.com, 11 septembre 2016 (consulté le 22 septembre 2016)
8. ↑  « Règlement », sur porsche.fr, 27 avril 2016
9. ↑  « La promotion des Jeunes Talents », sur porsche.fr, 27 avril 2016